# Abdelmoula Berrabeh
Abdelmoula Berrabeh (arab. عبد المولى برابح, ur. 21 kwietnia 1990 w Wadżdzie) – marokański piłkarz, grający na pozycji ofensywnego pomocnika. W sezonie 2021/2022 zawodnik USM Oujda. 

## Kariera klubowa

### Początki (–2010)
Jako junior trenował w Mouloudii Wadżda i KACu Kénitra. W tym drugim klubie grał też jako senior.

### Raja Casablanca (2010–2011)
1 sierpnia 2010 roku trafił do Rai Casablanca. Zdobył z tym zespołem mistrzostwo kraju.

### Maghreb Fez (2011–2012)
1 września 2011 roku trafił do Maghrebu Fez. W tym zespole zadebiutował 21 września w meczu przeciwko Rai Casablanca, grając 15 minut. Pierwszego gola strzelił miesiąc później w meczu przeciwko OC Safi, wygranym 5:1. Do siatki trafił w 73. minucie. Pierwszą asystę zaliczył 22 kwietnia 2012 roku w meczu przeciwko KACowi Kénitra, wygranym 3:0. Asystował przy golu w 93. minucie. Łącznie zagrał 10 meczów, strzelił gola i miał asystę. Z tym zespołem zdobył puchar kraju.

### Renaissance Berkane (2012–2016)
1 sierpnia 2012 roku został graczem Renaissance Berkane. W tym zespole zadebiutował 16 września w meczu przeciwko Hassanii Agadir, przegranym 3:2. W debiucie asystował przy golu w 32. minucie i strzelił gola w 89. minucie. Łącznie zagrał 77 meczów, strzelił 12 goli i miał 12 asyst. 

### Al-Kharitiyath SC (2016–2017)
1 lipca 2016 roku trafił do Al-Kharitiyath SC. Zadebiutował tam 16 września w meczu przeciwko Al-Sadd, przegranym 4:0, grając cały mecz. Łącznie zagrał 7 meczów.

### KAC Kénitra (2017)
15 stycznia 2017 roku trafił do KACu Kénitra. W tym zespole zadebiutował 5 marca w meczu przeciwko FUSowi Rabat, zremisowanym 2:2. W debiucie asystował przy golu w 60. minucie. Pierwszego gola strzelił 19 marca w meczu przeciwko Olympique Khouribga, wygranym 2:1. Do siatki trafił w 49. minucie. Łącznie zagrał 6 meczów, strzelił gola i miał dwie asysty.

### Rapide Oued Zem (2017–2019)
29 sierpnia 2017 roku trafił do Rapide Oued Zem. W tym klubie zadebiutował 1 października w meczu przeciwko Moghrebowi Tetuan, wygranym 2:0. W debiucie asystował – przy golu w 59. minucie. Pierwszego gola strzelił 2 maja 2018 roku w meczu przeciwko Rai Casablanca, wygranym 3:1. Do siatki trafił w 33. minucie. Łącznie zagrał 33 mecze, strzelił gola i maił 5 asyst.

### Mouloudia Wadżda (2019)
1 stycznia 2019 roku trafił do Mouloudii Wadżda. W tym zespole zadebiutował 14 stycznia w meczu przeciwko FARowi Rabat, zremisowanym 1:1. W debiucie asystował – przy golu w 23. minucie. Pierwszego gola strzelił 10 lutego w meczu przeciwko Ittihadowi Tanger, przegranym 3:2. Do siatki trafił w 8. minucie. Łącznie zagrał 9 meczów, strzelił gola i miał 3 asysty.

### Dalsza kariera (2019–)
Od 1 lipca 2019 roku do 8 września 2021 roku pozostawał bez klubu. Wtedy dołączył do USM Oujda.

## Życie prywatne
Ma brata Mohameda, również piłkarza.